# M60 Patton
M60 MBT (Main Battle Tank) er en kampvogn produceret i USA. Der er bygget mere end 15.000 stk. af den i forskellige varianter og typer. Den blev færdigudviklet i 1959, og de første blev udleveret til hærenheder i 1960. Produktionen stoppede i 1983. Den var i mange år USA's hovedkampvogn, indtil den gradvist blev afløst af M1 Abrams. Den blev solgt til over 20 lande og er stadig i brug i eksempelvis Israel, Tyrkiet, og Ægypten. USA brugte den i rollen som MBT så sent som i Golfkrigen, 1991, hvor den stadig blev brugt af nogle enheder fra US Marine Corps. Brovognsudgaven af M60 er endnu i brug i USA. 